# ابن أبي السعادات الموصلي
أبو إسحاق إبراهيم بن عبد الكريم بن أبي السعادات الموصلي (1198 - 27 نوفمبر 1230) عالم مسلم وكاتب وشاعر عربي عراقي عاش في أوائل القرن السابع الهجري/ الثالث عشر ميلادي. هوفقيه حنفي وشرح قطعة كبيرة من القدوري، وكتب الإنشاء لصاحبها بدر الدين لؤلؤ، ثم استقال من ذلك، وكان فاضلا شاعرا. 

## سيرته
هو أبو إسحاق إبراهيم بن أبي محمد عبد الكريم بن أبي السعادات بن كرم بن كَنصا الموصلي، البغداديُّ أصلاً ووالداً، ولد في الموصل سنة 595 هـ/ 1198 م. تفقه على أبي جعفر محمد بن إبراهيم بن محمد الرازي وجدّ في الاشتغال وتكلم في المسائل الخلافية وناظر الفقهاء وحصل من الادب والعربية نصيباً وافراً. شرح مختصر القدوري في الفقه ولكن لم يتممه.

كتب الإنشاء بديوان الموصل للملك الرحيم بدر الدين مديدة، ثم استعفى من ذلك.

وصف بأنه كان «نبيهاً فاضلاً عاقلاً متنسّكاً ورعاً حسن الأخلاق جميل الخطاب أقتدر على أمره بالتدين وإيثار العزلة لنفسه والتصوف.» وكان مع ذلك شاعراً، له منظوم ومنثور لم يقصّر في إنشائهما، وكان بينه وبين ابن الشعار مؤدة. 

توفي في مسقط رأسه في ليلة الجمعة العشرين من المحرم 628 هـ/27 نوفمبر 1230 م.

## شعره
من شعره :
وله أيضا:
وله أيضا: